# Jacobo Sureda

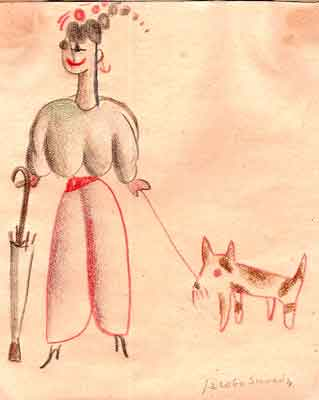
Dibujo de Jacobo Sureda

Jacobo Sureda Montaner (Valldemosa, Baleares, 1901 - Palma de Mallorca, 1935) fue un pintor y poeta español en lengua castellana.
Intercultural y vinculado al ultraísmo, aunque no exclusivamente ultraísta, sino con una amplia base sincrética de corrientes literarias. Se caracteriza por la indiferencia e independencia frente al ambiente circundante, el antidogmatismo, la libertad personal y la renovación de la forma y del decir poético. Era hijo del mecenas mallorquín Juan Sureda. 

## Biografía
Jaime Felipe Sureda Montaner, al que llamaban Jacobo, nació en una familia de once hermanos cuyo padre era Juan Sureda Bimet, abogado de gran interés por la cultura y el arte que acogía a creadores españoles y extranjeros en el Palau del Rey Sancho.

## Su obra literaria
Su obra poética se encuentra recogida en el libro El prestidigitador de los cinco sentidos.